# エミリオ・コロンボ
エミリオ・コロンボ（Emilio Colombo、1920年4月11日 - 2013年6月24日）は、イタリアの政治家、外交官、同国首相。また、ヨーロッパ規模での政治活動も行ってきた。

## 生涯
コロンボはバジリカータ州ポテンツァで生まれ、キリスト教民主主義に入党することで政界に進む。多くの政権で役職を務めたのち、1970年から1972年にかけて首相（閣僚評議会議長）を務める。
その後、1977年から1979年にかけて欧州議会の議長を務め、1979年には、ヨーロッパ統合に貢献した人物に与えられるカール大帝賞を受賞した。イタリア政界でも1980年から1983年にかけてと1992年から1993年にかけて外相を務めた。外相を退任して10年が経過したのち、大統領カルロ・アツェリオ・チャンピからイタリアの政治家として最高の名誉である終身元老院議員の指名を受けた。
終身元老院議員となって間もない2003年11月、コロンボは再び注目を集めることになる。コロンボは1年半ほどのあいだ治療目的としてコカインを使用していたこと、そして自身が同性愛者であるということを認め、これらのことは世間を大いに驚かせた。
2013年6月24日死去。93歳没。